# David Florence
David Florence (Aberdeen, 8 agosto 1982) è un canoista britannico, specializzato nella prova del C1 slalom.
Ha vinto la medaglia d'argento ai Giochi olimpici di Pechino del 2008 nella Canoa/kayak categoria Slalom C1. Laureato in fisica, vanta la conoscenza di 4 lingue ovvero, inglese oltre che cinese, russo e mandarino.

## Palmarès
- Olimpiadi

Pechino 2008: argento nello slalom C1.
Londra 2012: argento nello slalom C2.
Rio de Janeiro 2016: argento nello slalom C2.
- Mondiali di slalom

Praga 2006: bronzo nel C1 a squadre.
La Seu d'Urgell 2009: argento nel C2 a squadre.
Tacen 2010: bronzo nel C2.
Bratislava 2011: bronzo nel C2 a squadre.
Praga 2013: oro nel C1 e nel C2 e bronzo nel C2 a squadre.
Londra 2015: oro nel C1 e bronzo nel C2 a squadre.
Pau 2017: argento nel C1 a squadre.
- Europei di slalom

Nottingham 2009: argento nel C2 a squadre.
Bratislava 2010: bronzo nel C2 e nel C2 a squadre.
Augusta 2012: oro nel C2 a squadre.
Markkleeberg 2015: bronzo nel C2 e nel C1 a squadre.
Liptovský Mikuláš 2016: bronzo nel C1 a squadre.